# 王立協会王族フェロー
王立協会王族フェロー（おうりつきょうかいおうぞくフェロー、英語: Royal Fellow of the Royal Society）は、王立協会フェローに選出された王族である。イギリスの王族のみならず、イギリス以外の王族も選出されたことがある。

## 選出
王立協会の評議会は王族をフェローに選出することを勧告し、既存のフェローはそれを受け入れるかどうかを秘密投票により投票する。
投票用紙には「賛成」を意味するチェックボックスだけがある。反対者は"no"と明記するか、別の印をつける等して投票用紙を無効にする必要がある。

## 一覧
2023年現在、王立協会の後援者はチャールズ3世国王であり、王族フェローは次の通りである。
1. チャールズ3世国王（1978年選出）[3]
2. アン王女（1987年選出）[4]
3. ケント公爵エドワード王子（1990年選出）[5]
4. ケンブリッジ公ウィリアム王子（2009年選出）[6]

なお、イギリス国王は、王族フェローに選出されたか否かに関わらず、常に王立協会の後援者（パトロン）である。エリザベス2世女王は、1952年に王位に就く前に、1947年に王族フェローに選出された。エディンバラ公フィリップ王配は、1951年に旧規定12に基づいてフェローに選出されており、王族フェローではない。また、チャールズ2世は王族フェローではなく創設者（Founder）の1人とされる。
昭和天皇は旧規定12に基づいて選出されたが、王立協会の年報では王族フェローとしている。

## 王族フェロー制度に対する批判
アンドルー王子が2013年に王族フェローに選出されたとき、彼の過去の事業活動に対する批判から、彼の適性が疑問視された。王立協会の一部の会員は、科学に基づいた機関が世襲の原則に基づいて人を称える慣行を終わらせる時ではないかと問うた。フェローの一人であるデイヴィッド・コルクホーンは、「王立協会の目的は君主制とは無関係であり、概して君主制は科学に全く関心を示していない」と述べた。アンドルー王子は2022年1月に軍職や王族の名誉職などを取り上げられた。

## 1660年以降の王族フェロー
- ジェームズ2世国王（1665年1月9日選出）[12]
- ブラウンシュヴァイク＝ヴォルフェンビュッテル＝ベーヴェルン公フェルディナント・アルブレヒト1世（1665年1月25日選出）[13]
- カンバーランド公ルパート（1665年3月22日選出）[14]
- カンバーランド公ジョージ王配（1704年11月30日選出）[15]
- ジョージ1世国王（1727年5月9日にパトロン就任）[16]
- ジョージ2世国王（1727年5月15日に王族フェロー選出、1727年7月11日にパトロン就任）[17]
- ウェールズ公フレデリック・ルイス王子（1728年12月17日選出）[18]
- オラニエ公ウィレム4世（1734年3月7日選出）[19]
- バーデン大公カール・フリードリヒ（1747年12月10日選出）[20]
- ジョージ3世国王（1760年11月17日にパトロン就任）[21]
- ヨーク・オールバニ公エドワード・オーガスタス（1760年11月27日選出）[22]
- カンバーランド公ウィリアム・オーガスタス王子（1760年12月4日選出）[23]
- ブラウンシュヴァイク＝ヴォルフェンビュッテル公カール・ヴィルヘルム・フェルディナント（1764年1月19日選出）[24]
- ポーランド国王スタニスワフ2世アウグスト（1766年12月11日選出）[25]
- デンマーク国王クリスチャン7世（1768年9月1日選出）[26]
- グロスター＝エディンバラ公ウィリアム・ヘンリー王子（1780年1月10日選出）[27]
- カンバーランド公ヘンリー・フレデリック（1789年1月26日選出）[28]
- ヨーク・オールバニ公フレデリック王子（1789年1月26日選出）[29]
- ジョージ4世国王（1789年1月26日に王族フェロー選出、1820年5月18日にパトロン就任）[30]
- ミハウ・イェジー・ポニャトフスキ（1791年3月31日選出）[31]
- グロスター＝エディンバラ公ウィリアム・フレデリック王子（1797年1月14日選出）[32]
- バイエルン王マクシミリアン1世（1802年3月4日選出）[33]
- オーストリア大公ヨハン（1816年2月8日選出）[34]
- オーストリア大公ルートヴィヒ・ヨハン（英語版）（1816年2月8日選出）[35]
- ベルギー国王レオポルド1世（1816年11月30日選出）[36]
- オーストリア＝エステ大公マクシミリアン・ヨーゼフ（1819年1月21日選出）[37]
- デンマーク国王クリスチャン8世（1822年6月6日選出）[38]
- スウェーデン国王オスカル1世（1826年12月21日選出）[39]
- ハノーファー王エルンスト・アウグスト（1828年4月24日選出）[40]
- サセックス公オーガスタス・フレデリック王子（1829年5月22日に王族フェロー選出、1830年から1838年まで王立協会会長を務める）[41]
- ウィリアム4世国王（1831年3月10日にパトロン就任）[42]
- ヴィクトリア女王（1838年6月30日にパトロン就任）[43]
- ザクセン＝コーブルク＝ゴータ公子アルバート王配（1840年4月30日選出）[44]
- プロイセン王フリードリヒ・ヴィルヘルム4世（1842年1月20日選出）[45]
- ザクセン王フリードリヒ・アウグスト2世（1844年6月13日選出）[46]
- エドワード7世国王（1863年2月12日に王族フェロー選出、1901年にパトロン就任）[47]
- ブラジル皇帝ペドロ2世（1871年11月23日選出）[48]
- ザクセン＝コーブルク＝ゴータ公アルフレート（1882年3月16日選出）[49]
- ジョージ5世国王（1893年6月8日に王族フェロー選出、1910年にパトロン就任）[50]
- コノート＝ストラサーン公アーサー王子（1906年11月8日選出）[51]
- アーサー・オブ・コノート（1914年3月26日選出）[52]
- エドワード8世国王（1919年5月15日に王族フェロー選出、1936年にパトロン就任）[53]
- ジョージ6世国王（1932年6月16日に王族フェロー選出、1936年にパトロン就任）[54]
- グロスター公爵ヘンリー王子（1938年12月8日選出）[55]
- エリザベス2世女王（1947年に王族フェロー選出、後にパトロン就任）
- エリザベス王太后（1956年11月8日選出）[56]
- スウェーデン国王グスタフ6世アドルフ（1959年5月21日選出）[57]
- ウェールズ公チャールズ王子（1978年に王族フェロー選出、後にパトロン就任）[3]
- アン王女（1987年選出）[4]
- ケント公エドワード王子（1990年選出）[5]
- ケンブリッジ公ウィリアム王子（2009年選出）[6]
- ヨーク公アンドルー王子（2013年5月2日選出）[58]